# Ministerio de Seguridad del Estado (Corea del Norte)
El Departamento de Seguridad Estatal de Corea del Norte o Ministerio de Seguridad Estatal (en hanja, 國家安全保衛部; en romanización revisada del coreano, Gukga anjeon bowibu) es la agencia de policía secreta de Corea del Norte. Esta institución es una agencia independiente del Gobierno norcoreano, que responde directamente ante el Líder Supremo. Su fundación se sitúa en el año de 1973. Además de ocuparse de labores de inteligencia y de seguridad interna, la agencia está involucrada en la gestión de los campos de concentración del país y otras actividades clasificadas. A raíz de estas actividades, el Ministerio de Seguridad Estatal ha sido acusado de brutalidad policial y violaciones de los derechos humanos por la comunidad internacional.
Aparte de las funciones anteriormente mencionadas, la organización también se encarga de proporcionar protección a altos cargos y vips de Corea del Norte, labor que comparte con el Mando de la Guardia Suprema.

## Historia
Algunos desertores y fuentes norcoreanos han apuntado a que las funciones del Ministerio de Seguridad Estatal, al contrario que sus homólogos del Bloque del Este, son en realidad desempeñadas por distintas fuerzas y cuerpos de seguridad de mayor tamaño que el propio ministerio. A su vez, estas fuerzas y cuerpos de seguridad operan bien bajo el mando del Ejército Popular de Corea, o bien bajo el del Partido del Trabajo de Corea, y cada una tiene asignada un nombre en clave (Room 39, por ejemplo). Por tanto, el Ministerio de Seguridad Estatal no sería más que una tapadera, empleada por la élite norcoreana para coordinar y encubrir actividades de diversa índole.
El puesto de ministro de Seguridad Estatal quedó vacante tras la muerte del ministro Ri Chun-su en 1987, aunque el Ministerio estaba controlado de facto (si no de iure) por Kim Jong-il y el Departamento de Organización y Orientación del PTC dirigido por él. En 1998, el Ministerio de Seguridad Estatal quedó bajo la responsabilidad de la Comisión Nacional de Defensa de Corea del Norte, también liderada por Kim Jong-il. Finalmente, la agencia fue transferida en 2007 al Departamento de Administración del PTC, cuyo primer vicedirector asumió la gestión de las labores del Ministerio de Seguridad Estatal. Con todo, la institución siguió a cargo del Departamento de Organización y Orientación del PTC en última instancia.
Posteriormente, en noviembre de 2011, se informó de que el General U Tong-chuk había sido nombrado ministro de Seguridad Estatal permanente, el primero en 24 años, lo que puso fin a las más de dos décadas en las que el puesto permaneció vacante. Este nombramiento se produjo de forma casi simultánea a la designación del General Ri Myong-su como ministro de Seguridad Popular. Otras fuentes aseguran que Kim Jong-un trabajó para el Ministerio de Seguridad Estatal, antes y/o después de su consagración como heredero natural de Kim Jong-il en 2010. En abril de 2012, Kim Won-hong fue nombrado ministro de Seguridad Estatal, tras la restauración del cargo después de la muerte de Kim Jong-il.